# Microserica larutensis
Microserica larutensis är en skalbaggsart som beskrevs av Ahrens 2003. Microserica larutensis ingår i släktet Microserica och familjen Melolonthidae. Inga underarter finns listade i Catalogue of Life.